# Doktori iskola
A doktori iskola Magyarországon valamely egyetem doktori képzésre és egyetemi tudományos fokozat, azaz doktori (PhD vagy DLA) cím kiadására feljogosított (akkreditált) szervezeti egysége. (Itt a doktori cím alatt a PhD, művészeti ág esetén a DLA cím értendő, tehát nem az automatikusan doktori címmel járó foglalkozások, pl. orvos, fogorvos, jogász stb. doktori címéről, se nem az MTA doktora címről van szó.)

## A doktori iskolák szervezete
A doktori iskolák oktató és hallgató tagokból állnak. Az oktató tagok lehetnek törzstagok, témavezetők és egyéb oktatók.
Az iskola hallgató tagjai a doktoranduszok vagy más néven doktori hallgatók.
Az iskola törzstagjai nagy tudományos és oktatási múlttal rendelkező, tudományos minősítéssel bíró szakemberek, akik az adott doktori iskola szakmai működését, tématerületeit meghatározzák. A törzstagokat az iskola akkreditációjakor testületileg, a később törzstaggá válókat pedig egyénileg akkreditálják.
Az iskola témavezetői szintén tudományos fokozattal rendelkező oktatók vagy kutatók, akik jogosultak kutatási témák kiírására, mely témák közül választhatnak a leendő doktoranduszok. A törzstagok egyúttal témavezetők is.
A témavezető 
- az általa kiírt témát választó doktorandusz kutatómunkáját vezeti, a doktorandusz szakmai előrehaladásáért felel,
- a hallgatóval egyezteti azon doktori kurzusok listáját, amelyet a hallgatónak el kell végezni,
- konzultációval és más módon segíti a hallgatót a doktori szigorlatra való felkészülésben,
- konzultációval, közös kutatásokban való részvétel lehetővé tételével, tudományos pályázati tevékenységbe való bevonással segíti a doktoranduszt a doktori kutatási munka kivitelezésében, az eredmények publikálásában és a doktori disszertáció megírásában,
- segítséget nyújt a disszertáció megvédésére való felkészülésben.

A témavezetőket a doktori iskola doktori tanácsi határozattal akkreditálja. Általában a tapasztalt témavezetőkből kerülnek ki később a törzstagok.
Az iskola egyéb oktatói a doktori iskolában kurzusokat hirdethetnek meg. Az iskola ezen oktatókat szintén határozattal jogosítja fel a doktori iskolában történő tárgymeghirdetésre. Gyakori, hogy az adott szakterület elismert, egyetemen kívüli képviselőit (pl. intézeti kutatókat, vállalatok, szakhatóságok tudományos vezetőit) is akkreditálják oktatóként.
A doktori iskolát a doktori iskola vezetője (általában egyetemi tanár) irányítja. Az iskola általában több doktori programot hirdet meg, melyeknek szintén van vezetőjük. Az egyes programok alprogramokra oszthatók. A doktoranduszok az egyes programokra, illetve alprogramokra jelentkezhetnek, az egyes (al)programok meghatározzák azt a kurzuskínálatot, amiből az elvégzendő tárgyak kikerülhetnek.

## A doktori képzés menete
A doktori iskolában a hallgatók az iskola oktató tagjai által tartott doktori foglalkozásokat (doktori kurzusokat) látogatják és ezek követelményeit teljesítik. A hallgatók emellett önállóan, de témavezetők  által irányítottan kutatómunkát végeznek. A munka eredményeit konferenciákon és nyomtatott vagy elektronikus publikációkban teszik közzé. 
Gyakori, hogy a hallgatók külföldi részképzéseken, egyetemek által kötött bilaterális egyezmények keretében külföldi kutatóhelyen töltenek el hosszabb időt tapasztalatszerzéssel, más típusú kurzusok hallgatásával, illetve külföldi partnerrel történő közös kutatásban való részvétellel. Ezt a tevékenységet az egyetem általában szintén elismeri anyaintézményi teljesítményként.
Az adott iskola (és általában a doktori program) meghatározza, hogy milyen jellegű és milyen mértékű tevékenység, illetve kurzus elvégzése szükséges az abszolútórium megszerzéséhez.
A képzés lezárultával a doktorandusz abszolútóriumot szerez, meghatározott fő- és melléktárgyakból doktori szigorlatot tesz, majd elkészíti és végül nyilvános vitában megvédi doktori disszertációját. Ezen eredmények alapján a doktori iskola tanácsa határozatát követően a doktorjelölt doktori címet kap, melyről oklevelet állítanak ki, és melyet bevezetnek az országos nyilvántartásba.
A doktori címet igazoló oklevelet általában ünnepélyes keretek között a doktorjelölt eskütétele után az egyetem rektora vagy helyettese nyújtja át. Ehhez az ünnepséghez az adott intézményben általában különféle hagyományok kapcsolódnak (pl. fehér kesztyű viselete).

## A doktori iskolák létrehozásának jogi környezete
A doktori iskolák létrehozásának szabályait Magyarországon a felsőoktatásról szóló 2005. évi CXXXIX. törvény, és a hozzá tartozó kormányrendelet (33/2007. (III. 7.) Korm. rendelet doktori iskola létesítéséről és a doktori fokozatadásról) szabályozza.
Az akkreditált doktori iskolákról, azok oktató tagjairól, a meghirdetett témákról, illetve az egyes doktori cselekményekről az Országos Doktori Tanács a honlapján hivatalos listát vezet.